# جون سكوت (صحفي)
جون سكوت (بالإنجليزية: Jon Scott)‏ هو صحفي أمريكي، ولد في 7 نوفمبر 1958 في دنفر في الولايات المتحدة.